# バリャドリッド論争
バリャドリッド論争（バリャドリッドろんそう）は、1550年から翌1551年にかけて、スペイン国王カルロス1世の命により行われた、インディオ（インディアス先住民）問題をめぐる討論もしくは論争のことである。

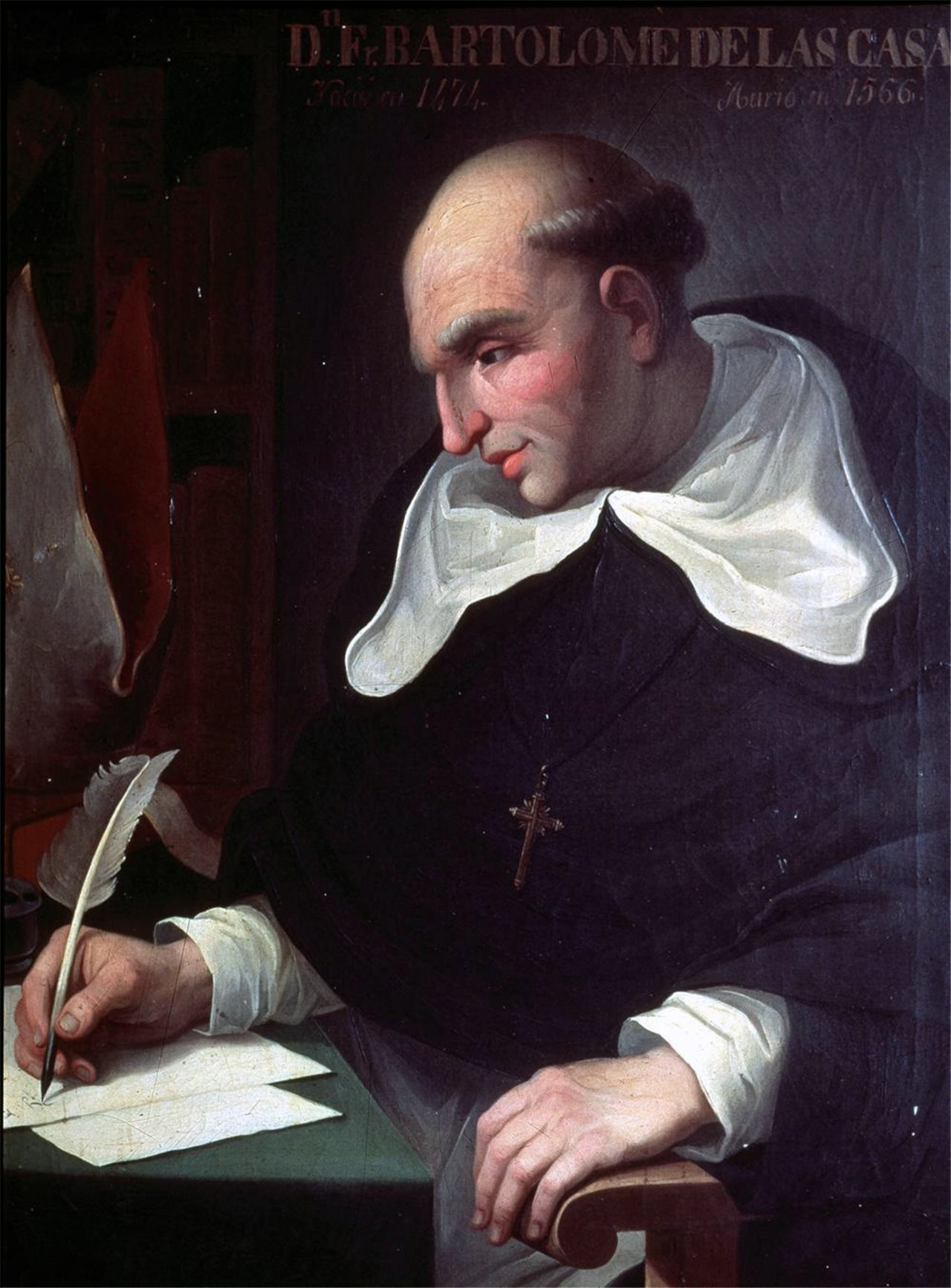
ラス・カサス / インディオの自然権を主張し征服戦争を否定した。

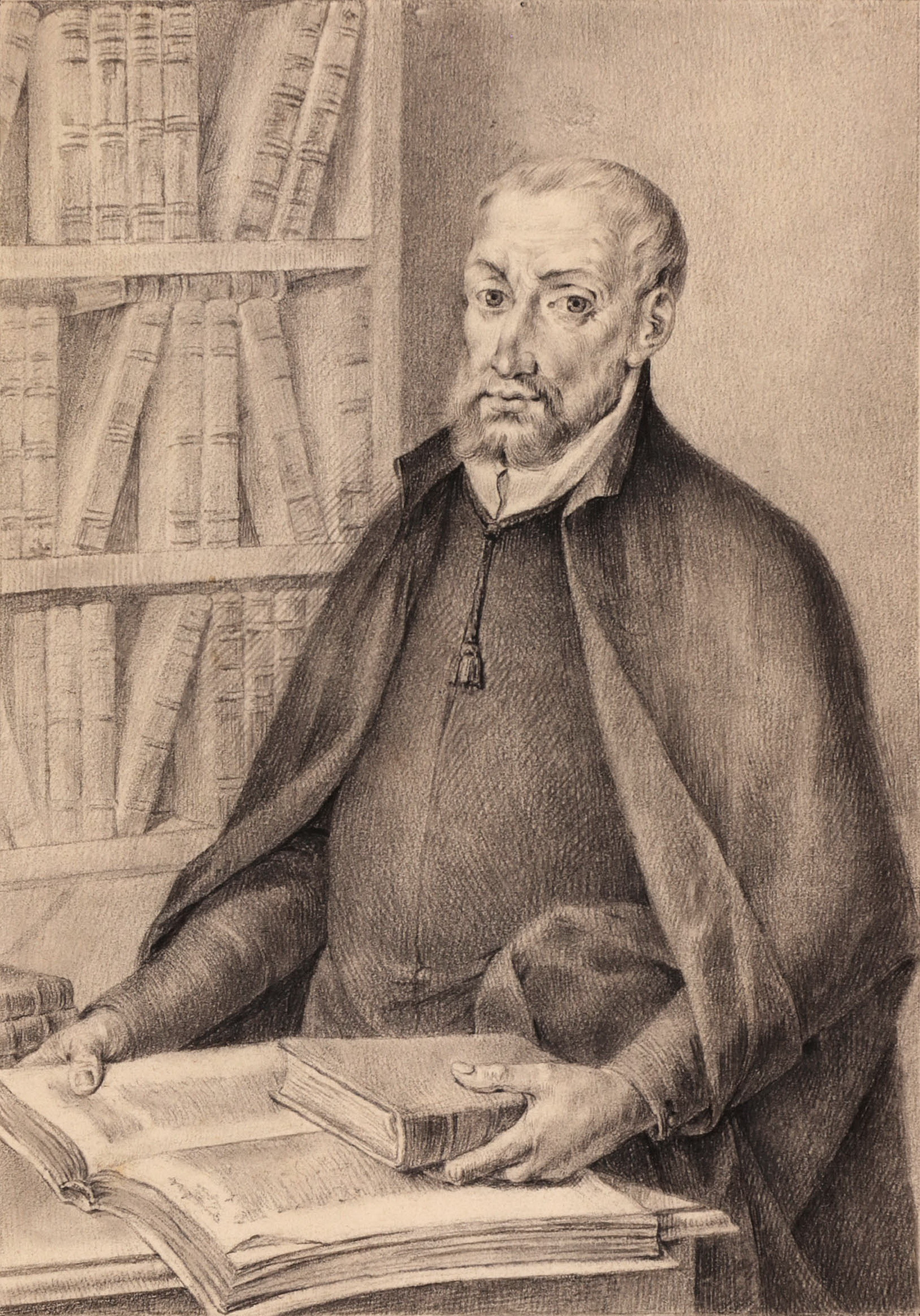
セプルベダ / インディオを「先天的奴隷人」とし征服戦争の正当性を主張した。

## 歴史
1547年、アリストテレス学者として高名であったセプルベダが、アリストテレスの「先天的奴隷人説」をインディオに適用しその正当性を主張した『第2のデモクラテス』の刊行を計画した。これに対し、かねてから中米植民地における征服者の暴虐を告発し、1542年カルロス1世に自らの報告書（のち1556年に刊行した『インディアスの破壊についての簡潔な報告』の原型）を提出していた神父ラス・カサスは、出版差し止めを提訴した。カルロス1世によってサラマンカ学派の法学者を中心に構成された委員会は刊行の差し止めを決定したが、同時に、征服戦争の非を認めない征服者の聴罪を拒否することを求めたラス・カサスの著書『聴罪規範』も回収となった。この結果、セプルベダは同書を大逆罪と異端の疑いで告発し、ラス・カサスも反論を行った。これを受けて国王カルロス1世は、インディアス枢機会議（インディアスの植民地統治を管轄するスペイン本国の最高機関）の要請を入れ、「インディアスにおいてインディオを国王に服従させる方法を協議する」ための14名からなる審議会を設置し、委員長にドミンゴ・デ・ソトを任命した。ラス・カサスと彼の支持者は、エンコミエンダ制度の制限をさらに強化する1542年の法案可決に貢献した。 
審議会は1550年8月15日にバリャドリッドで開会され、ここに召喚されたラス・カサスとセプルベダの2人の論者が代わる代わる自分の意見を陳述した。第1日目、『第2のデモクラテス』を要約した『アポロギア』を準備していたセプルベダは、布教の前に征服によってインディオを国王の支配下におくことがインディオのキリスト教化にとっても有益であると3時間にわたり陳述し、第2日目はラス・カサスが皇太子フェリペに献上した弁明書を一字一句朗読することで始まり、これが5日間続いた。概してセプルベダの主張は、オビエドの『インディアス博物誌・征服史』に拠りつつ先住民は野蛮人であり先天的奴隷に相当するというもので、これに対しラス・カサスは自らの経験をもとに先住民の大半が文明的生活を送っていると証言し、ビトリアの著作を論拠として異教徒であるインディオの自然権を主張した。このため両者の意見は真っ向から対立し、過去に行われた戦争の正当性をめぐって激しい論争が展開された。このことからこの審議会自体が「バリャドリッド論争（大論戦）」と称されるようになったという。
両者の論旨のとりまとめは委員長であるソトに委ねられ、彼の作成した報告書をもとに委員会が検討、翌1551年には第2回の審議会が開催された。審議の内容は不詳であるが、ソトや委員の一人であったカノらの法学者の立場がラス・カサスに近かったこともあって、審議ではセプルベダ側が劣勢となったといわれる。最終的に審議会は、この問題について明確な決着を下さなかったが、『第2のデモクラテス』の刊行が許可されなかったことからみて、おおむねラス・カサスの主張が認められたものと考えられている。この背景には、インディオの人権の容認というよりは、むしろ植民地で王権から自立して専制権力をほしいままにする征服者やエンコメンデーロ（エンコミエンダを保有する植民者）に対し何とか規制を加えたいという国王の意向が反映していたといわれる。
1556年、新国王フェリペ2世は、財政再建のためエンコメンデーロからの献金を期待してエンコミエンダの世襲を認める方針を打ち出したが、ラス・カサスらの反対で頓挫した。その一方でフェリペは1568年と1577年の法令により修道士がインディアス問題に関与したり、先住民の文化・宗教について執筆することを禁止し、聖職者による植民地支配批判を封じようとした。1573年には「インディアス基本法」が制定され、先住民の権利が一応保障されると同時に、武力ではなく平和的な手段で先住民を教会と王室の支配下におくことを定め、問題の決着がはかられた。